# Fonts baptismaux de Meulan-en-Yvelines
Les fonts baptismaux de l'église Saint-Nicolas à Meulan-en-Yvelines, une commune du département des Yvelines dans la région Île-de-France en France, sont créés au XVIe siècle. Les fonts baptismaux en calcaire sont inscrits monuments historiques au titre d'objet le 14 janvier 2008.